# Susanville
Susanville (tidl. Rooptown) er hoved- og administrationsby i Lassen County i Californien. Den havde 17.974 indbyggere i 2010, og dækker et areal på 20,763 km².
Byen er opkaldt efter Susan Roop, datter af politiker og pioner Isaac Roop. Indtil 1857 hed byen Rooptown, hvor man vedtog det nuværende.